# Giacomo Lauri-Volpi

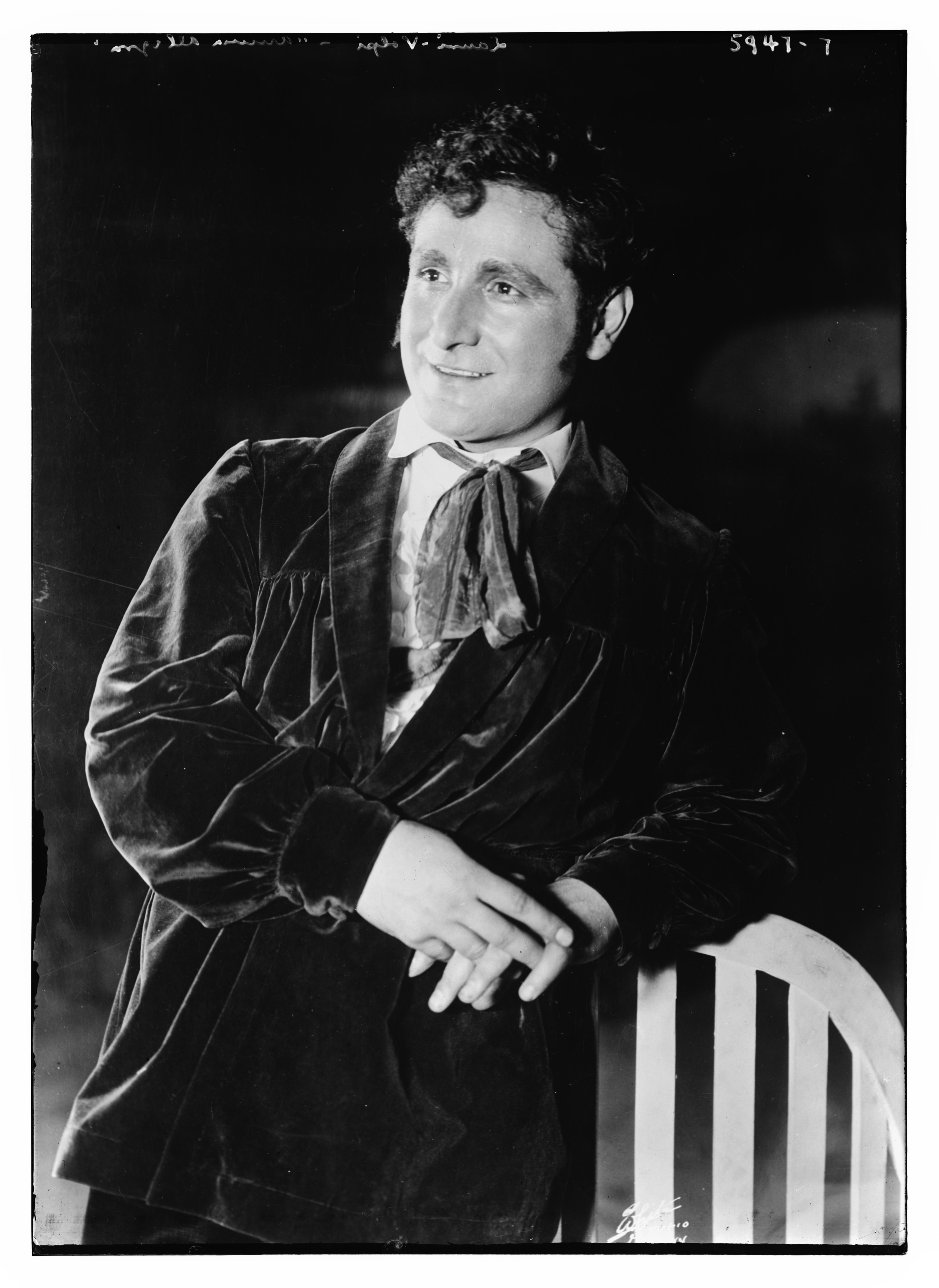
Lauri-Volpi als Pedro in Franco Vittadinis Oper Anima allegra (1923)

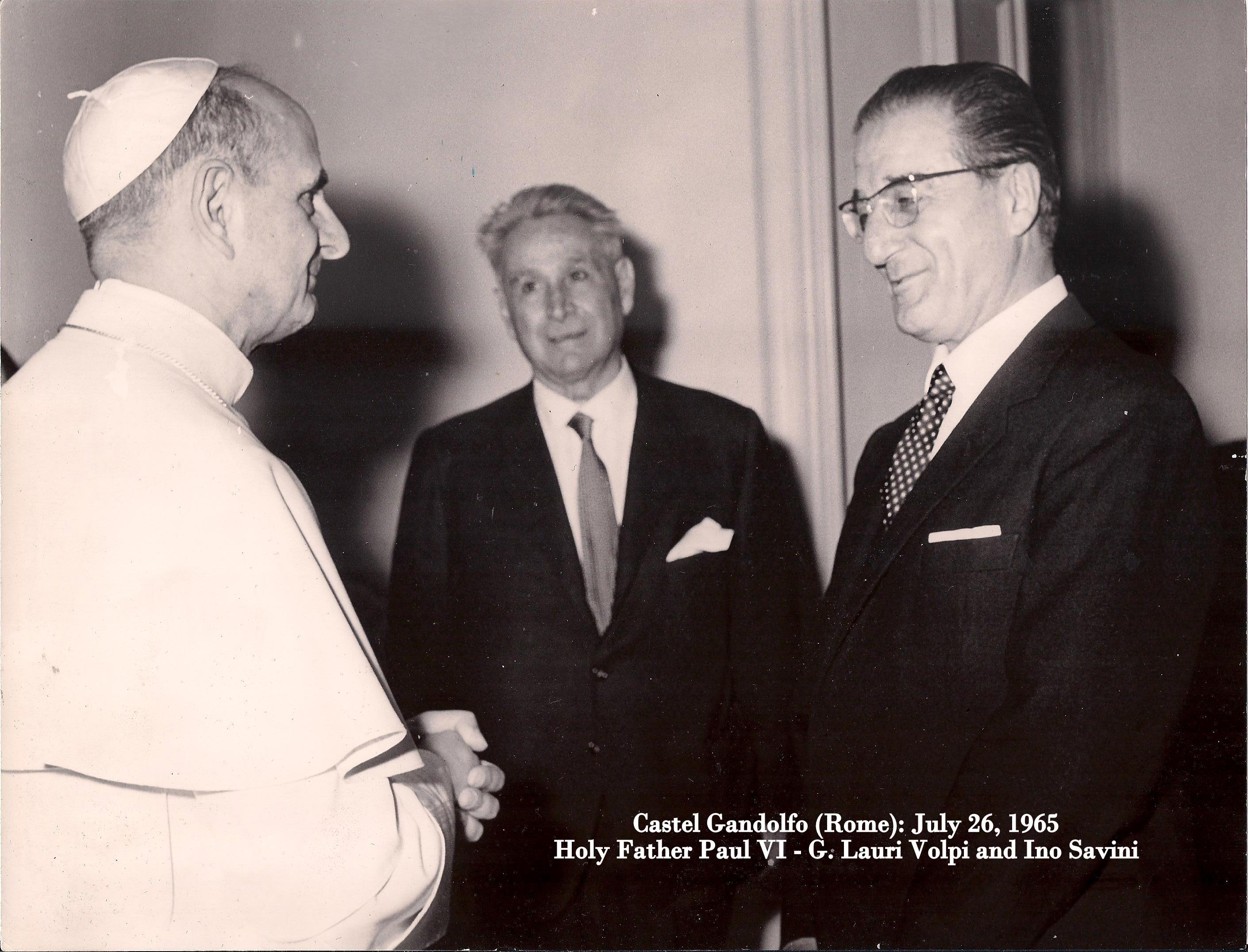
Giacomo Lauri Volpi (Mitte) mit Papst Paul VI. und dem Dirigenten Ino Savini im Castel Gandolfo (1965)

Giacomo Lauri-Volpi, geb. als Giacomo Volpi (* 11. Dezember 1892 in Lanuvio bei Rom; † 17. März 1979 in Valencia) war ein italienischer Opernsänger (Tenor) und galt als einer der bedeutendsten Tenöre seiner Zeit.

## Leben und Wirken

### Jugend und Ausbildung
Giacomo Lauri-Volpi wurde unter dem Namen Volpi als Sohn eines Kaufmanns geboren. Zur Unterscheidung von einem anderen Tenor desselben Namens nannte er sich später Lauri-Volpi. Er absolvierte ein Jurastudium an der römischen Universität La Sapienza und parallel Gesangsstudien an der Accademia di Santa Cecilia bei Antonio Cotogni sowie bei Mattia Battistini. Nach vierjährigem Einsatz als Soldat im Ersten Weltkrieg, wobei er den Rang eines Capitano erlangte, setzte er seine Gesangsausbildung nach dem Tod seines Lehrers Cotogni im Jahr 1918 bei Enrico Rosati fort.

### Laufbahn als Sänger
Lauri-Volpi debütierte am 2. September 1919 unter dem Namen Giacomo Rubini  als Arturo in I Puritani am Teatro dell’Unione in Viterbo. Im Januar 1920 trat er unter seinem richtigen Namen erstmals am Teatro dell’Opera di Roma (damals Teatro Costanzi) als Des Grieux in Manon gemeinsam mit Ezio Pinza und Rosina Storchio auf und sang dort im selben Jahr den Grafen Almaviva im Barbier von Sevilla und Rinuccio in Gianni Schicchi. Nach dem dortigen großen Erfolg ergaben sich Auftritte an Opernhäusern in Italien und Spanien; 1922 gastierte er zum ersten Mal am Teatro Colón in Buenos Aires. Im selben Jahr folgte sein Debüt an der Mailänder Scala als Herzog in Rigoletto gemeinsam mit Toti dal Monte und Carlo Galeffi unter der Leitung von Arturo Toscanini. Diese Partie sang er auch 1923 an der New Yorker Metropolitan Opera, wo er in den folgenden zehn Jahren 27 Rollen in über 300 Vorstellungen sang. Hier wirkte er in US-amerikanischen Erstaufführungen: 1923 als Pedro in der Oper Anima allegra von Franco Vittadini und 1926 als Kalaf in Turandot an der Seite von Maria Jeritza unter der Leitung von Tullio Serafin. Außerdem sang er 1929 den Rodolfo in der Met-Premiere von Luisa Miller neben Rosa Ponselle, mit der er mehrfach zusammenarbeitete. Während seiner Zeit an der Met trat er in den USA auch an der San Franzisco Opera und beim Ravinia Festival auf.
Nachdem er über zwei Spielzeiten wegen finanzieller Einschränkungen der Met infolge der Weltwirtschaftskrise reduzierte Gagen akzeptiert hatte, verließ er dieses Opernhaus im Jahr 1933 und lebte anschließend hauptsächlich in Italien sowie im spanischen Burjassot in der Nähe von Valencia, wo er sich 1935 einen Wohnsitz zulegte. Eine weitere geplante Zusammenarbeit mit der Met kam wegen des Ausbruchs des Zweiten Weltkriegs nicht zustande. Während des Krieges trat Lauri-Volpi hauptsächlich in Italien auf, bis 1947 vor allem an der Scala – dort unter anderem als Kalaf, Canio, Faust, Manrico, Otello sowie als Hagenbach in La Wally. Benito Mussolini, der ein großer Bewunderer des Sängers war, ernannte ihn während des Krieges zum Oberst der italienischen Armee und Lauri-Volpi sang häufig im Rahmen militärischer Anlässe.
In Italien sang er am Teatro dell’Opera Rom (wo er ab 1928 wieder regelmäßig auftrat und insgesamt 24 Partien verkörperte), an der Scala sowie unter anderem am Teatro San Carlo, am Teatro Communale di Bologna, bei den Festspielen von Verona und beim Maggio Musicale Fiorentino. Zudem gastierte er an bedeutenden Opernhäusern im Ausland: zum Beispiel 1925 als Andrea Chénier am Londoner Royal Opera House (dort nochmals 1936 als Herzog von Mantua, als Radames und als Cavaradossi), am Teatro Real Madrid, am Teatro Colòn, am Theatro Municipal Rio de Janeiro, an der Wiener Staatsoper (zwischen 1929 und 1936 als Radames, Herzog von Mantua, Cavaradossi und Kalaf), der Pariser Oper, der Opéra Comique, der Oper Brüssel, der Staatsoper Budapest, der Oper Monte Carlo, in Kopenhagen und in Stockholm. In Deutschland trat er im Rahmen einer Tournee der Scala unter der Leitung von Toscanini in Berlin auf (1929) und am Opernhaus Hannover (1938).

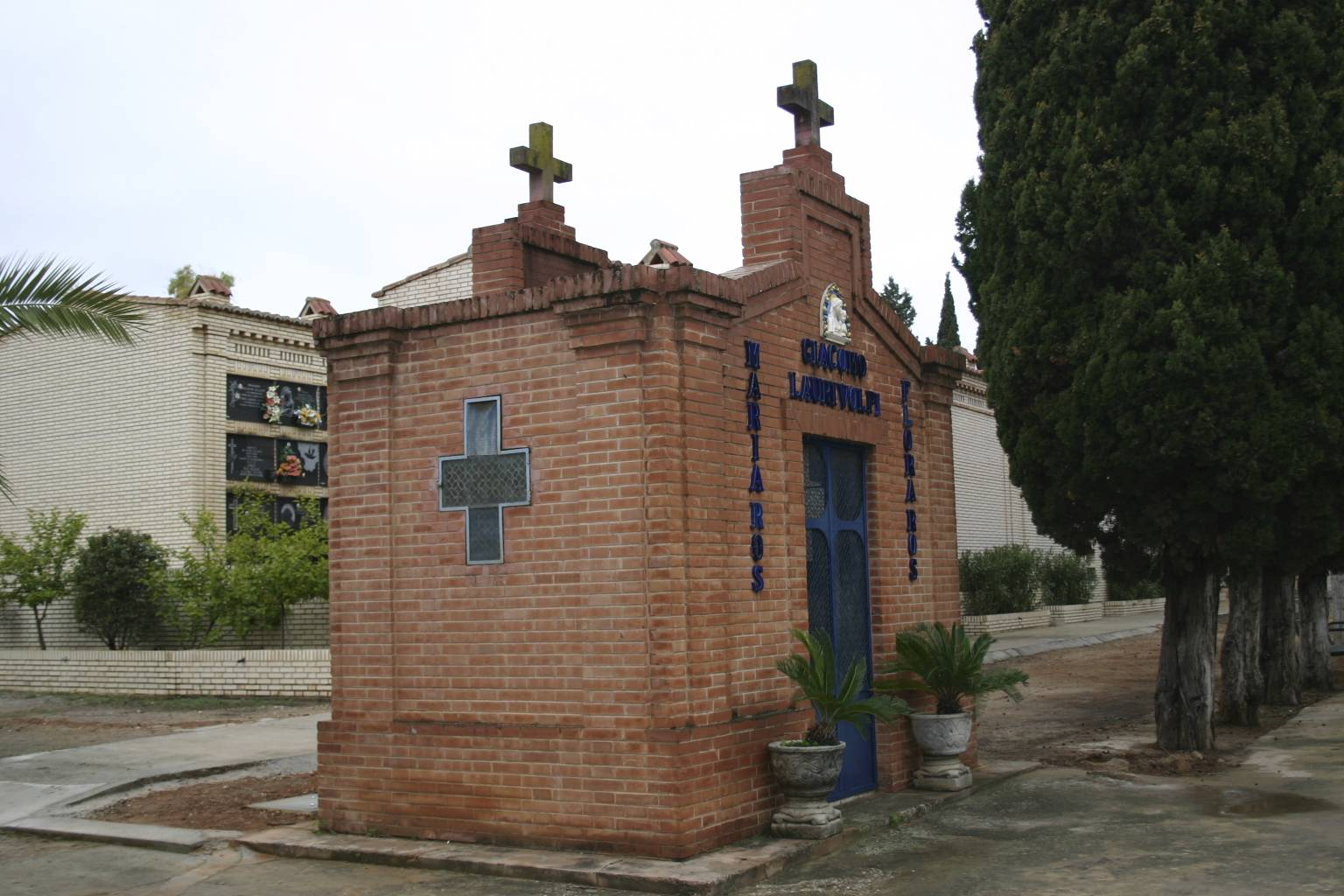
Mausoleum von Giacomo Lauri-Volpi und Maria Ros auf dem Friedhof in Godella

Seinen offiziellen Abschied von der Opernbühne gab er 1959 als Manrico am Teatro dell’Opera in Rom. Er sang jedoch auch später noch – zum Beispiel mit Maria Callas – sowie 1972 im Alter von 80 Jahren bei einem Gala-Konzert am Gran Teatre del Liceu in Barcelona, wo er die Arie Nessun dorma vortrug, und bei einem Auftritt 1976 (La donna è mobile).
Lauri-Volpi war seit 1924 mit der spanischen Sopranistin Maria Ros (1891–1970) verheiratet, die er in Valencia kennengelernt hatte. Die letzten Jahrzehnte seines Lebens verbrachte er in seiner Villa im spanischen Burjassot. Er starb 1979 in Folge einer Gehirnthrombose nach einer zehntägigen Behandlung in einer Klinik in Valencia. Das Familiengrab befindet sich auf dem Friedhof der Nachbar-Gemeinde Godella.

### Wirken als Autor
Lauri-Volpi war Autor mehrerer Bücher und autobiografischer Schriften, darunter L’equivoco (1938), La prode terra (1939), Cristalli viventi (1948), A viso aperto (1953), Voci parallele (1955), Misteri della voce umana (1957) und La voz de Cristo (1969).

## Bedeutung und Rezeption
Lauri-Volpi war einer der bedeutendsten Tenöre seiner Zeit, sang alle schwierigen Partien vom Belcanto bis zum Verismo und glänzte bis zum hohen D (bzw. f'' in I Puritani). Dank seiner traditionellen Belcanto-Ausbildung war Lauri-Volpi in der Lage, sowohl lyrische Partien wie den Nemorino aus Donizettis Liebestrank als auch den Othello aus Verdis gleichnamiger Oper zu singen. Seine Lieblingsrolle war der Manrico in Giuseppe Verdis Il Trovatore. Die Stretta Di quella pira gehörte bei Bühnenauftritten und Konzerten zu seinen umjubelten Paradestücken. Die Aufzeichnung des Duetts Radames-Aida aus dem 3. Akt der gleichnamigen Verdi-Oper mit Elisabeth Rethberg gehört zu den bedeutendsten Schallplattenaufnahmen des frühen 20. Jahrhunderts.
Da Lauri-Volpi sehr ökonomisch mit seiner Stimme umging und es nach Art der Belcanto-Sänger des 19. Jahrhunderts verstand, große Effekte mit kleinen Mitteln zu erzeugen, konnte er seine Stimmkraft bis ins hohe Alter konservieren und noch mit über 60 Jahren auf der Bühne auftreten, u. a. mit Maria Callas, die er sehr förderte. Mit achtzig Jahren nahm er eine Platte mit bekannten Opernarien auf, die noch erkennen lassen, über welche stimmlichen Mittel der Sänger, für den Giacomo Puccini die Rolle des Kalaf in Turandot konzipiert haben soll, zu seinen großen Zeiten verfügt hatte.

## Repertoire (Auswahl)
- Titelrolle in Fra Diavolo von D. F. E. Auber
- Arturo in I Puritani von Vincenzo Bellini
- Pollione in Norma von Vincenzo Bellini
- Elvino in La sonnambula von Vincenzo Bellini
- Don José in Carmen von Georges Bizet
- Faust in Mefistofele von Arrigo Boito
- Titelrolle in Nerone von Arrigo Boito
- Hagenbach in La Wally von Alfredo Catalani
- Fernando in La favorita von Gaetano Donizetti
- Nemorino in L’elisir d’amore von Gaetano Donizetti
- Titelrolle in Poliuto von Gaetano Donizetti
- Edgardo in Lucia di Lammermoor von Gaetano Donizetti
- Titelrolle in Andrea Chénier von Umberto Giordano
- Giannetto Malespini in La cena delle beffe von Umberto Giordano
- Titelrolle in Faust von Charles Gounod
- Canio in Pagliacci von Ruggero Leoncavallo
- Turiddu in Cavalleria rusticana von Pietro Mascagni
- Chevalier Des Grieux in Manon von Jules Massenet
- König Alim in Le roi de Lahore von Jules Massenet
- Roaul de Nangis in Les Huguenots von Giacomo Meyerbeer
- Vasco da Gama in L’Africaine von Giacomo Meyerbeer
- Titelrolle in Giovanni Gallurese von Italo Montemezzi
- Enzo in La Gioconda von Amilcare Ponchielli
- Prinz Kalaf in Turandot von Giacomo Puccini
- Pinkerton in Madama Butterfly von Giacomo Puccini
- Cavaradossi in Tosca von Giacomo Puccini
- Titelrolle in Gianni Schicchi von Giacomo Puccini
- Rodolfo in La Bohème von Giacomo Puccini
- Chevalier Des Grieux in Manon Lescaut von Giacomo Puccini
- Johnson in La fanciulla del West von Giacomo Puccini
- Graf Almavia in Il barbiere di Siviglia von Giochino Rossini
- Arnoldo in Guglielmo Tell von Gioachino Rossini
- Licinius in La vestale von Gaspare Spontini
- Radames in Aida von Giuseppe Verdi
- Don Alvaro in La forza del destino von Giuseppe Verdi
- Rodolfo in Luisa Miller von Giuseppe Verdi
- Titelrolle in Otello von Giuseppe Verdi
- Alfredo in La traviata von Giuseppe Verdi
- Manrico in Il trovatore von Giuseppe Verdi
- Herzog von Mantua in Rigoletto von Giuseppe Verdi
- Riccardo in Un ballo in maschera von Giuseppe Verdi
- Pedro in Anima allegra von Franco Vittadini[3][27]

## Diskografie (Auswahl)
- Giuseppe Verdi: Il Trovatore. Giacomo Lauri-Volpi, Caterina Mancini, Carlo Tagliabue, Miriam Pirazzini u. a. Chor und Orchester der RAI, Dirigent: Fernando Prievitali (Vox/Turnabout; 1951. CD: Line; 2004)
- Verdi: Il Trovatore. Maria Callas, Giacomo Lauri-Volpi, Cloe Elmo, Paolo Silveri, Italo Tajo u. a. Chor und Orchester Teatro San Carlo, Dirigent: Tullio Serafin (Live-Aufnahme von 1951. CD, Istituto Discografico Italiano. Label Cedar; 2001)
- Giacomo Puccini: La Bohème. Giacomo Lauri-Volpi, Frances Schimenti, Giovanni Ciavola, Mafalda Micheluzzi, Chor und Orchester Teatro dell’Opera di Roma, Dirigent: Alberto Paoletti (Remington; 1953)
- Giacomo Meyerbeer: Gli Ugonotti. Giacomo Lauri-Volpi, Antonietta Pastori, Giuseppe Taddei, Anna de Cavalieri, Nicola Zaccaria, Tomaso Frascati u.a., Chor und Orchester der RAI, Dirigent: Tullio Serafin (Aufnahme von 1956. Replica; 1980)
- Giuseppe Verdi: Luisa Miller. Giacomo Lauri-Volpi, Lucy Kelston, Giacomo Vaghi u. a. Chor und Orchester der RAI, Dirigent: Mario Rossi (Cetra Everest; 1992)
- Giacomo Lauri-Volpi. A selection of his finest recordings with the complete Victor sessions inc. Aida, Act III., w. Rethberg and De Luca. (CD. Pearl; 1993)
- Giacomo Puccini: La Bohème. Renata Tebaldi, Giacomo Lauri-Volpi, Tito Gobbi, Elda Ribetti, Giulio Neri, Saturno Miletti u.a., Chor und Orchester Teatro San Carlo, Dirigent: Gabriele Santini (Aufnahme von 1951. 2 CD, G.O.P.; 1994)
- Giacomo Lauri-Volpi: Recital. Opernarien aus Turandot, Tosca, La Gioconda, Il Trovatore, La Fanciulla del West, Otello. (La Voce Del Padrone; 1961)
- Giacomo Lauri-Volpi. Opernarien von Rossini, Verdi, Meyerbeer, Donizetti. (Cetra; 1979)
- Giacomo Lauri-Volpi: Florilegio Lirico Dell '800. Opernarien von Rossini, Donizetti, Gomez, Verdi (Cetra o. J.)